# 전희숙
전희숙(全希淑, 1984년 6월 16일~)은 대한민국의 펜싱 선수, 지도자이다.
2009년 FIE 펜싱 세계 선수권 대회 여자 플뢰레 개인 부문에서 결승에 진출한 경력이 있다. 그러나 결승전에서 러시아의 아이다 샤나예바에게 패하며 은메달을 획득하였다. 2014 인천 아시안 게임 여자 플뢰레 개인전 준결승에서 강력한 우승 후보 남현희를 이긴 뒤 결승에서 중국의 리후이린마저 15-6으로 꺾으며 금메달을 차지했다. 단체에서도 금메달을 따 2관왕에 올랐다.
2021년에 열린 2020년 하계 올림픽과 전국체전을 끝으로 현역 은퇴를 선언했으며, 은퇴 후 서울시청 펜싱 팀의 감독을 맡았다.
2022년 10월 22일 4세 연하의 건축감리사와 결혼했다.